# Avlyssning

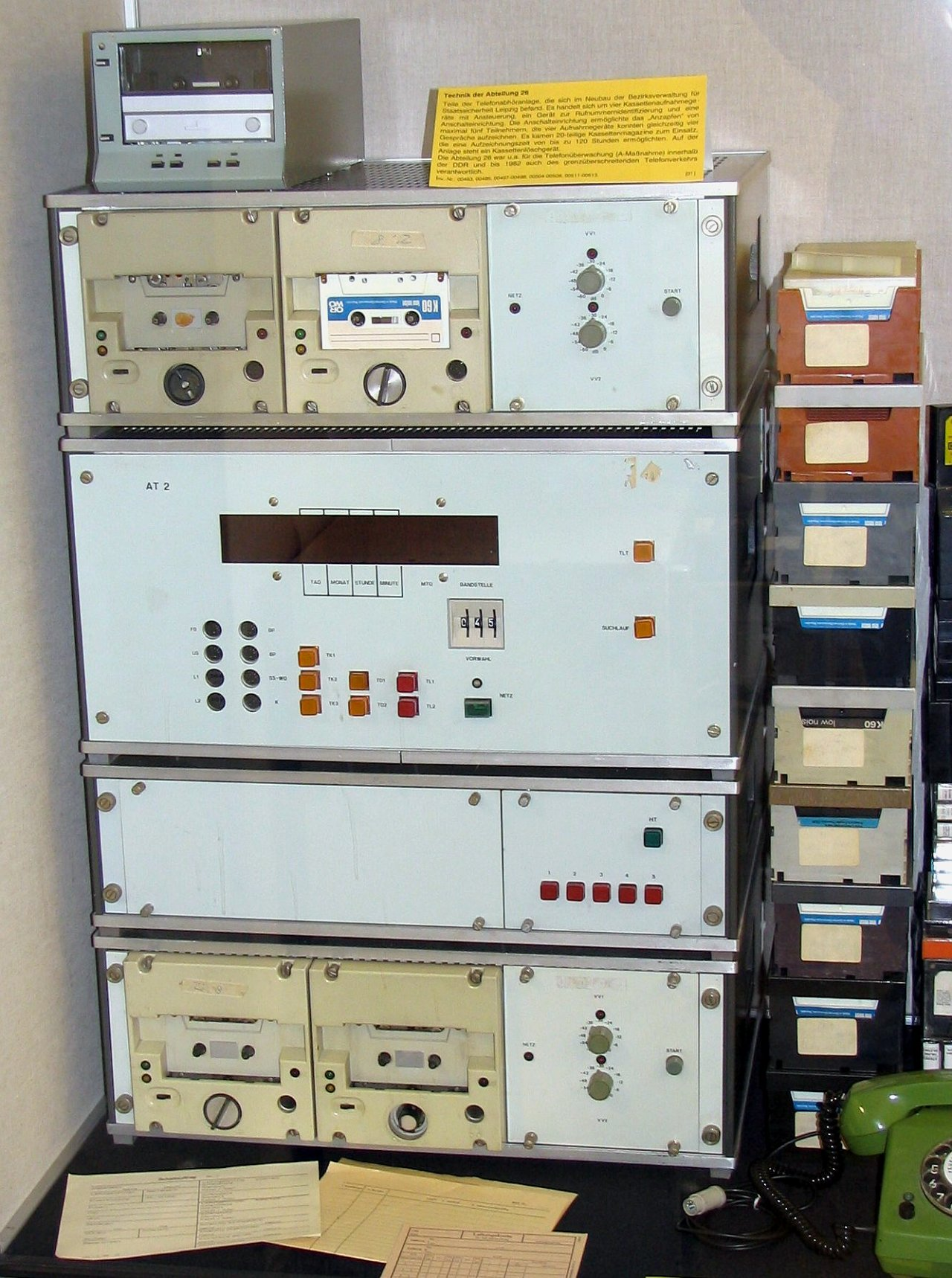
Stasis anläggning för telefonavlyssning.

Avlyssning är att i hemlighet ta del av andras samtal, ofta med dolda mikrofoner eller andra tekniska hjälpmedel. En vanlig form som ofta nämns är telefonavlyssningen som kan ske antingen vid en av telefonerna eller någonstans på vägen, till exempel i en telefonväxel, i en telestation eller hos teleoperatören. Även internettrafik kan avlyssnas, inklusive e-post och chat.
Hemlig teleavlyssning, numera kallat hemlig avlyssning av elektronisk kommunikation innebär att telefonsamtal eller meddelanden till eller från ett telefonnummer, en kod eller annan teleadress, i hemlighet avlyssnas eller tas upp genom ett tekniskt hjälpmedel för återgivning av innehållet i meddelandet.

## Sverige
I Sverige är avlyssning ett av de hemliga tvångsmedel som står till de brottsutredande myndigheternas förfogande. Sedan en lagändring 1 juli 2012 benämns det hemlig avlyssning av elektronisk kommunikation (HAK) och innebär att meddelanden avlyssnas och innehållet i dem ska kunna återges. Hemlig avlyssning av elektronisk kommunikation får användas vid förundersökning angående
- brott för vilket inte är föreskrivet lindrigare straff än fängelse i två år,
- försök, förberedelse eller stämpling till sådant brott, om sådan gärning är belagd med straff eller
- annat brott om det med hänsyn till omständigheterna kan antas att brottets straffvärde överstiger fängelse i två år.[1]

Uppgifterna som inhämtas avser en period framåt i tiden; när det gäller bakåt i tiden, se nedan om hemlig övervakning av elektronisk kommunikation.
En variant av HAK är det som benämns hemlig övervakning av elektronisk kommunikation (HÖK) som innebär att uppgifter om avsändare och mottagare av meddelanden hämtas in, vilka elektroniska kommunikationsmedel som befunnit sig i ett geografiskt område eller om en viss utrustning befunnit sig i ett visst geografiskt område. Uppgifter kan inhämtas för upp till sex månader tillbaka i tiden (se datalagring).
Tillstånd för HAK och HÖK ges av domstol efter ansökan av åklagare och är tidsbegränsade, dock längst en månad från datum tillståndet beviljats.
Tvångsmedlen får inte användas mot advokatkontor eller redaktioner, vilka betraktas som "fredade zoner".
Olovlig avlyssning är straffbelagd i 4 kap 9a § Brottsbalken.

## Relaterade ord
Det moderna engelska ordet eavesdropping har betydelsen av- eller tjuvlyssning. Det kommer av verbet eavesdrop, som i äldre engelska hade grundbetydelsen 'stå i takdropp (för att i hemlighet lyssna till vad sägs inne i huset)'. Ordet har en direkt motsvarighet i det västsvenska dialektordet öfsadrôp med betydelsen 'takdropp'.